# Bartoliova syntéza indolů
Bartoliova syntéza indolů, také nazývaná Bartoliova reakce, je organická reakce ortho-substituovaných nitro- a nitrosoderivátů arenů s Grignardovými činidly obsahujícími ethenylovou (vinylovou) skupinu za vzniku substituovaných indolů.
Reakce často neprobíhá, pokud není na substrát navázán substituent v poloze ortho vůči nitroskupině, přičemž při použití objemnějších substituentů se obvykle dosahuje vyšších výtěžností. Sterické efekty vyvolávané substituentem usnadňují 3,3 přesmyk, který je nutný k tvorbě produktu. K úplné přeměně jsou u nitroarenů potřeba tři a u nitrosoarenů dva ekvivalenty Grignardova činidla.
Tato reakce je jedním z nejrychlejších a nejvšestrannějších způsobů přípravy 7-substituovaných indolů. Podobné možnosti i regioselektivitu má Leimgruberova–Batchova syntéza indolů, při které je však obtížné vytvořit produkty substituované na karbocyklickém i pyrrolovém kruhu.

## Mechanismus
Mechanismus Bartoliovy reakce je zde popsán na reakci o-nitrotoluenu (1) s propenyl-Grignardovým činidlem (2) za vzniku 3,7-dimethylindolu (13).
Reakce začíná adicí Grignardova činidla 2 na nitroaren 1 za tvorby meziproduktu 3. Ten se následně samovolně rozpadá na nitrosoaren 4 a hořečnatou sůl 5. Reakcí nitrosoarenu s druhým ekvivalentem Grignardova činidla vznikne další meziprodukt 7. Sterické efekty vyvolávané ortho-substituentem způsobí [3,3] sigmatropní přesmyk na látku 8. Cyklizací a tautomerizací se následně vytvoří meziprodukt 10, jenž reaguje s třetím ekvivalentem Grignardova činidla na hořečnatou sůl indolu 12. Z této soli se odštěpí molekula vody a vznikne konečný produkt 13.
K provedení reakce jsou tedy potřeba tři ekvivalenty Grignardova činidla, jelikož první ekvivalent vytvoří karbonylovou sloučeninu 6, druhý deprotonuje meziprodukt 10 na alken 11 a třetí se zapojí do indolového kruhu. Nitroso meziprodukt vytváří indol reakcí se dvěma ekvivalenty Grignardova činidla.
Bartoliovou reakcí lze připravit 4-azaindoly i 6-azaindoly.

## Dobbsova varianta
Adrian Dobbs výrazně rozšířil možnosti Bartoliovy reakce použitím bromu v poloze ortho jako řídící skupiny, která se po provedení reakce odstraní azobisisobutylonitrilem tributylcínem.